# C Project/Saison 2013
Dieser Artikel listet Erfolge und Fahrer des Radsportteams C Project in der Saison 2013 auf.

## Erfolge in der UCI Asia Tour
In der Saison 2013 gelangen dem Team nachstehende Erfolge in der UCI Asia Tour.
| Datum   | Rennen                                      | Kat. | Fahrer        |
| ------- | ------------------------------------------- | ---- | ------------- |
| 9. Juni | Japanische Meisterschaft – Einzelzeitfahren | CN   | Masatoshi Ōba |

## Abgänge – Zugänge
| Zugänge           | Team 2012              | Abgänge                      | Team 2013               |
| ----------------- | ---------------------- | ---------------------------- | ----------------------- |
| Kenshō Sawada     | Matrix Powertag (2009) | Shinri Suzuki                | Utsunomiya Blitzen      |
| Katsuyuki Gōzu    | Neoprofi               | Chiro Naruke                 | Unbekannt               |
| Masatoshi Ōba     | Neoprofi               | Yasumasa Oka                 | Unbekannt               |
| Kazuhiro Yamamoto | Neoprofi               | Yuta Takada                  | Unbekannt               |
|                   |                        | Masanari Komuro (bis 04.07.) | Igname Shinano Yamagata |

## Mannschaft
| Name              | Geburtstag       | Nationalität |
| ----------------- | ---------------- | ------------ |
| Sekiho Endō       | 19. Oktober 1981 | Japan        |
| Katsuyuki Gōzu    | 31. Mai 1992     | Japan        |
| Kōsuke Harakawa   | 20. Oktober 1990 | Japan        |
| Takahiro Iwami    | 21. März 1989    | Japan        |
| Makoto Morimoto   | 8. Januar 1980   | Japan        |
| Masatoshi Ōba     | 2. Juli 1988     | Japan        |
| Kenshō Sawada     | 2. Mai 1989      | Japan        |
| Kazuhiro Yamamoto | 15. Oktober 1982 | Japan        |